# Батарея салютів
Батарея салютів (Салютна установка) — вид багатозарядного піротехнічного виробу розважального характеру.
Зазвичай  має форму куба або прямокутника. Батарея салютів призначена для запуску піротехнічних елементів у небо, на висоту від 20 до 100 метрів. Це досить популярний піротехнічний виріб як серед побутових феєрверків 1-3 класу небезпеки, так і серед потужних та дорогих професійних виробів 4-5 класів.
.

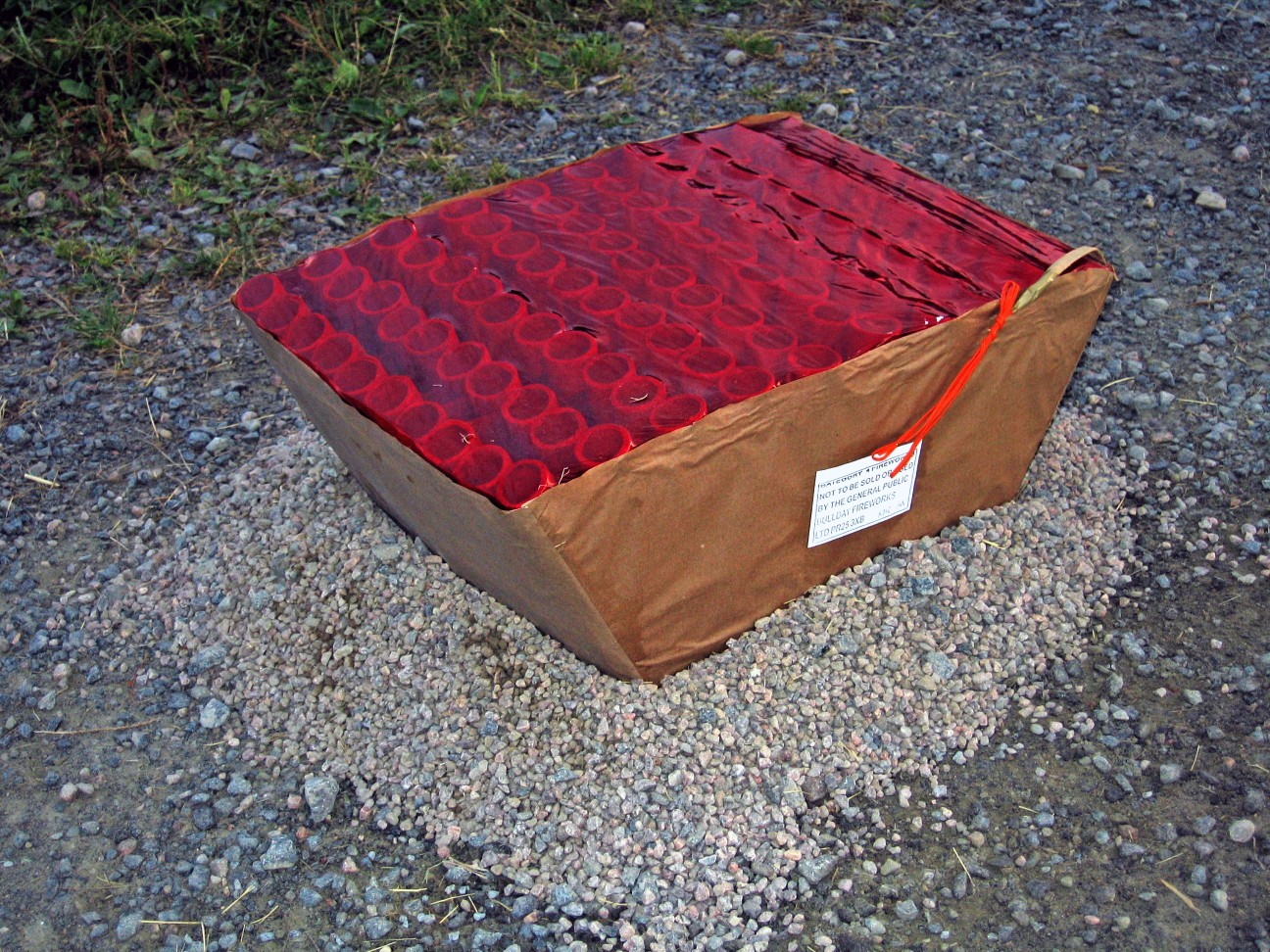
100-зарядна віяльна батарея салютів.

Батарея салютів складається з великої кількості пов'язаних між собою залпових пристроїв, які спрацьовують по черзі, при запалюванні (спрацюванні) вони циклічно вистрілюють у небо піротехнічні елементи, що вибухають, створюючи феєрверк. Час роботи пристрою відносно невеликий, складає від 20 секунд до декількох хвилин, але робота пристрою супроводжується сильними світловими і звуковими ефектами.  Вага аматорських установок складає від кількох сотень грам, до 2-3 кілограм. Вага потужних професійних установок зазвичай становить кілька кілограмів, а іноді - до 20-50 кілограмів.   Діаметр калібру одного заряду коливається від декількох міліметрів до декількох сантиметрів
..
Барвисте оформлення батарей, вироблені ними ефекти та простота застосування роблять цей виріб найбільш актуальним для невеликих феєрверків.

## Ефект
Висота зльоту пострілів становить від 20 до 100 метрів, а постріли та розриви супроводжуються звуковими ефектами.   Для більшої ефектності інтенсивність пострілів в тому самому виробі може бути різною, наприклад, на початку повільно, наприкінці швидше, від спокійних до більш насичених ефектів.   Ефект вогнів, що розлітаються в небі, може бути подібний до сфери, пальми, верби, півонії, хризантеми і т. д. У деяких виробах поєднуються різноманітні ефекти.

## Техніка безпеки
При запуску батарей салютів слід вибрати відкритий майданчик (радіус небезпечної зони для батарей салютів не менше 20 метрів), встановити батарею на рівній твердій горизонтальній поверхні, з витягнутої руки підпалити кінець гніт і негайно відійти на безпечну відстань - від 20 до 100 метрів залежно від класу виробу.
Якщо після підпалу батарея не почала працювати, або відстріляла не всі заряди, то наближатися до неї можна не раніше ніж через 15-20 хвилин. Таку установку слід замочити на дві доби у воді та утилізувати з побутовими відходами.